# 哈嘎
哈嘎是一个位于中华人民共和国内蒙古自治区锡林郭勒盟的湖泊，面积约为2.11平方千米，属于蒙新高原区。它的一级流域为内流区诸河，二级流域为内蒙古内流区。